# Lil Pump
Lil Pump, właśc. Gazzy Garcia (ur. 17 sierpnia 2000 w Miami) – amerykański raper oraz autor tekstów.
Lil Pump znany jest z piosenki „Gucci Gang”, która osiągnęła trzecie miejsce na amerykańskim Billboard Hot 100. Piosenka ta okryła się platyną, a została odtworzona ponad miliard razy na Youtube.
Jego debiutancki mixtape o nazwie „Lil Pump” ukazał się 6 października 2017 roku.

## Wczesne życie
Gazzy Garcia urodził się 17 sierpnia 2000 roku w Miami. Jego rodzice są Kolumbijczykami. Kiedy Garcia miał 13 lat, jego kuzyn przedstawił go Smokepurppowi; ta dwójka ostatecznie stała się współpracownikami oraz dobrymi przyjaciółmi. Gazzy został wydalony z wielu szkół okręgowych, a także ze szkoły średniej w dziesiątej klasie za bójkę i podżeganie do zamieszek.

## Kariera

### 2016: Początki kariery
Kariera rapera rozpoczęła się, gdy Smokepurpp wyprodukował utwór i poprosił go o freestyle. Jego debiutanckim singlem była piosenka opublikowana na stronie SoundCloud o tytule "Lil Pump". Piosenka szybko została zastąpiona singlami "Elementary", "Ignorant", "Gang Shit" i "Drum$tick", z których każdy zdobył ponad trzy miliony odtworzeń. Utwory Garcii z SoundClouda zapewniły mu rozpoznawalność na podziemnej scenie rapowej z południowej Florydy. Garcia był jednym z headlinerów trasy No Jumper w 2016 roku. Występował również na festiwalu Rolling Loud.

### 2017– Rosnąca popularność orazLil Pump
Lil Pump zaczął rok 2017 od wydania singli "D Rose" i "Boss", które były hitami na SoundCloud, zbierając łącznie 70 milionów odtworzeń. Popularność "D Rose" doprowadziła do powstania teledysku wyprodukowanego przez chicagowskiego reżysera Cole Bennetta, znanego również jako Lyrical Lemonade. Teledysk został wydany na YouTube 30 stycznia 2017 roku, a do kwietnia 2018 r. uzyskał 136 milionów wyświetleń. 9 czerwca 2017 roku Lil Pump podpisał umowę z Tha Lights Global i Warner Bros. Records, zaledwie dwa miesiące przed swoimi siedemnastymi urodzinami. Jednak w styczniu 2018 roku okazało się, że umowa z Warner Bros. Records straciła ważność z powodu wieku Lil Pumpa w momencie podpisywania.
W lipcu 2017 r. ogłoszono na Twitterze Pumpa, że jego debiutancki album jest opracowywany i zostanie wydany w sierpniu. Wydanie albumu zostało jednak opóźnione, a zamiast tego Lil Pump wydał piosenkę "Gucci Gang", która stała się jego pierwszym utworem na liście Billboard Hot 100, osiągając najwyższą, trzecią pozycję w dniu 8 listopada 2017 r.
W dniu 6 października 2017 roku raper wydał swój debiutancki komercyjny album, "Lil Pump", z udziałem takich artystów jak: Smokepurpp, Gucci Mane, Lil Yachty, Chief Keef, Rick Ross oraz 2 Chainz.
18 stycznia 2018 roku Garcia wydał singiel "i Shyne", który został wyprodukowany przez Carnage. Po doniesieniach, że Gazzy opuścił wytwórnię Warner Bros. Records, a umowa została unieważniona, ponieważ Pump był nieletni, gdy ją podpisał, konkurencyjne wytwórnie wysunęły oferty o wartości od 8 do 12 milionów dolarów lub więcej. Zainteresowanie Lil Pumpem wyrazili m.in. Gucci Mane oraz DJ Khaled. Garcia wywołał pogłoski, mówiące o podpisaniu kontraktu z wytwórnią Gucciego Mane'a – 1017 Records w lutym 2018 roku. 12 marca 2018 roku Lil Pump podpisał kolejną umowę z Warner Bros. Records na 8 milionów dolarów.
13 kwietnia 2018 Garcia wydał singiel "Esskeetit", który zadebiutował na miejscu 24. listy Billboard Hot 100 i go nie przekroczył. W lipcu 2018 raper wydał singiel "Drug Addicts" wraz z teledyskiem z udziałem Charliego Sheena.

## Problemy z prawem
15 lutego 2018 roku, Garcia został aresztowany za strzelanie bronią w miejscu zamieszkania. Według managera Pumpa, trzech mężczyzn próbowało włamać się do domu Garcii w San Fernando Valley około godziny 16, zanim strzelił do drzwi. Policja zauważyła, że pocisk mógł pochodzić ze środka domu, wracając później z nakazem rewizji. Znaleziono rozładowany pistolet pod balkonem z amunicją w innym miejscu rezydencji. Matka rapera była badana pod kątem zagrożenia dla nieletniego i posiadania niezabezpieczonej broni palnej w domu.

## Dyskografia

### Albumy studyjne
- Lil Pump (2017)
- Harverd Dropout (2019)
- No Name (2021)
- Lil Pump 2 (2023)